# Chorrillo Fútbol Club (féminines)
La section féminine du Chorrillo FC est un club féminin panaméen basé dans le quartier d'El Chorrillo (es) à Panama City.

## Historique
El Chorrillo dispose d'une équipe féminine dès les années 1970. Elle fait partie des équipes participant au premier championnat officiel à partir de 2003.
En 2011, le Chorrillo FC remporte le tournoi d'ouverture en battant Navy Bay aux tirs au but en finale.
Le Chorrillo FC atteint la finale du championnat en 2017, mais perd contre l'Atlético Nacional (2-4).
En 2025, le club remporte le tournoi d'ouverture en battant le Santa Fé FC en finale (1-0), puis gagne la superfinale (3-0) pour décrocher sono billet pour le tournoi de l'UNCAF et la coupe des champions de la CONCACAF.

## Palmarès
Championnat du Panama (2) :
- Champion en 2011 (ap.) et 2025 (ap.)